# Оберн (Њујорк)
Оберн (енгл. Auburn) град је у америчкој савезној држави Њујорк. По попису становништва из 2010. у њему је живело 27.687 становника.

## Демографија
Према попису становништва из 2010. у граду је живело 27.687 становника, што је 887 (3,1%) становника мање него 2000. године.
| Група             | 2000.          | 2010.          |
| Белци             | 24.971 (87,4%) | 23.404 (84,5%) |
| Афроамериканци    | 2.170 (7,6%)   | 2.346 (8,5%)   |
| Азијати           | 162 (0,6%)     | 168 (0,6%)     |
| Хиспаноамериканци | 806 (2,8%)     | 991 (3,6%)     |
| Укупно            | 28.574         | 27.687         |